# Jean-Louis Leutrat
Jean-Louis Leutrat est un enseignant et historien du cinéma né le 23 avril 1941 à Vichy et mort le 29 avril 2011 à Paris.

## Biographie
Agrégé de lettres modernes, il exerce d'abord comme professeur dans un lycée de Grenoble, avant d'enseigner la littérature, puis le cinéma, à l'université Lyon-II. Spécialisé dans l'esthétique du cinéma, il a présidé l'université Sorbonne-Nouvelle entre 1996 et 2001. 
Indépendamment de ses livres sur le cinéma, il est également l'auteur de l'un des tout premiers ouvrages consacrés à l'œuvre de Julien Gracq, en 1966.
Il a collaboré aux revues Artsept, Trafic et Positif.

## Publications
- Jerry Lewis, SERDOC, 1964
- Julien Gracq, Ed. universitaires, 1966
- Diderot, Ed. universitaires, 1967
- Le western, A. Colin, 1973
- Nosferatu, Cahiers du cinéma/Gallimard, 1981 (en collaboration avec M. Bouvier)
- L'alliance brisée : le western des années 1920, Presses universitaires de Lyon, 1985
- Le western : archéologie d'un genre, PUL, 1987
- Kaléidoscope, PUL, 1988
- La prisonnière du désert : une tapisserie navajo, A. Biro, 1990
- Les cartes de l'ouest : un genre cinématographique, le western, 1990 (en collaboration avec Suzanne Liandrat-Guigues)
- Julien Gracq, Seuil, coll. Les contemporains, 1991
- Le cinéma en perspective : une histoire, Nathan, 1992 - rééd. Armand Colin, 2008
- La chienne de Jean Renoir, Yellow now, 1994
- Vie des fantômes, Cahiers du Cinéma, 1995
- Le western, quand la légende devient réalité, coll. « Découvertes Gallimard / Arts » (no 258), Gallimard, 1995
- L'Homme qui tua Liberty Valance, Nathan, 1997
- L'Autre visible, Klincksieck, 1998
- Penser le cinéma, Klincksieck, 2001 (en collaboration avec Suzanne Liandrat-Guigues) - rééd. 2010
- Jean-Luc Godard simple comme bonjour, L'Harmattan, 2004 (en collaboration avec Suzanne Liandrat-Guigues)
- Jean-Daniel Pollet : Tours d'horizon, Éditions de l'œil, 2005 (en collaboration avec Suzanne Liandrat-Guigues)
- Alain Resnais : Car rien n'est écrit, n'est-ce pas ?, Cahiers du cinéma, 2006 (en collaboration avec Suzanne Liandrat-Guigues)
- Echos d’Ivan le Terrible, De Boeck, 2006.
- Splendeur du western, Pertuis - Rouge Profond, 2007 (en collaboration avec Suzanne Liandrat-Guigues)
- Hiroshima mon amour, Armand Colin, 2008
- Un autre visible. Le fantastique du cinéma, De l'incidence éditeur, 2009
- Cinéma & littérature : Le grand jeu, tome 1, (dir.), De l'incidence éditeur, 2010
- Cinéma & littérature : Le grand jeu, tome 2, (dir.), De l'incidence éditeur, 2011